# Костенко, Андрей Владимирович
Андрей Владимирович Костенко (род. 1988, Новое, Владимирская область) — российский пауэрлифтер.

## Карьера
Тренируется у В. М. Кузнецова.
В апреле 2004 года становится чемпионом России среди юниоров. В июне завоевал серебро чемпионата России среди юношей. В 2005 году снова становится вице-чемпионом России среди юношей.
На своём дебютном чемпионате России в 2006 году был пятым. В апреле 2006 года становится вице-чемпионом России среди юниоров. А в июле — чемпионом среди юношей.
В марте 2008 года на чемпионате России в Уфе впервые оказывается на пьедестале: завоёвывает бронзу в категории до 60 кг. А в апреле 2008 года, выступая на юниорском чемпионате России, снова завоёвывает серебро.
В 2010 году в очередной раз стал вице-чемпионом России среди юниоров.
В 2011 году становится вице-чемпионом России во взрослом разряде. В сентябре 2011 года становится чемпионом мира среди юниоров.
В 2013 году становится вице-чемпионом России по классическому пауэрлифтингу. А на первом чемпионате мира по классическому пауэрлифтингу стал четвёртым, не добрав 2,5 кг до бронзы.
В декабре 2014 года стал вторым на чемпионате России по классическому пауэрлифтингу и завоевал путёвку на первый чемпионат Европы по классическому пауэрлифтингу. На европейском чемпионате с результатом 605 кг стал вторым, уступив финну Антти Саволайнену.
В декабре 2015 года завоевал серебро чемпионата России по классическому пауэрлифтингу.
Выпускник института физической культуры и спорта Владимирского государственного университета.